# Generalštab NOV in PO Hrvaške
Generalštab NOV in PO Hrvaške je bilo vrhovno poveljstvo narodnoosvobodilne vojske in partizanskih odredov Hrvaške.

## Zgodovina
Štab je bil ustanovljen 19. oktobra 1941 kot Glavni štab za Hrvatsku. 16. novembra istega leta je bil preimenovan v Glavni štab NOPO Hrvatske in novembra 1942 še v GŠ NOV i PO Hrvatske. 

## Pripadniki
Poveljniki
- Ivan Rukavina
- Ivan Gošnjak

Politični komisarji
- Marko Orešković
- Franjo Ogulinac Seljo
- Vladimir Bakarić
- Rade Žigić

## Sestava
1944
- Poveljstvo
- 1. oddelek
- 2. oddelek